# Глувко Ростислав Олександрович
Ростислав Олександрович Глувко (8 травня 1927, с. Сураж, нині Тернопільська область — 4 березня 1990, м. Лондон, Велика Британія) — український художник, графік, громадський діяч. Друг Володимира Луціва.

## Життєпис
Ростислав Глувко народився 8 травня 1927 року в селі Суражі, нині Шумської громади Кременецького району Тернопільської области України. До 1940 року проживав у м. Кременці.
1940 року разом з матір'ю висланий до Казахстану. Згодом у 1942-му з польськими військами він виїхав через Іран до Палестини. 1947 року емігрував до Великої Британії. У Лондоні закінчив Гаммерсмітський мистецький коледж (1951, викладачі Л. Андерву, К. Вейт, Г. Райдер). Працював художником-графіком.
Помер 4 березня 1990 року в Лондоні. Згідно із заповітом, у 1991 році його поховали в могилі батька на Туницькому цвинтарі м. Кременця.

## Доробок
Творив у техніках темпери, олії, акриліку, акварелі, а також у галузі книжкової графіки. Проілюстрував англомовну книгу «Тисячоліття християнської культури в Україні» (Лондон, 1988). Автор плакатів, поштових листівок, програм та пропам'ятних значків.
Персональні виставки в Лондоні (1980, 1982, 1985), Манчестері (1981), Торонто (Канада, 1985), Детройті (США, 1980). Від 1982 року учасник міжнародних виставок, зокрема Всесвітньої виставки українських митців у Галереї канадсько-українського мистецтва (1982). Посмертні виставки відбулися в Кременецькому краєзнавчому музеї (1997), Національному художньому музеї України (2009, м. Київ).
Основні твори:
- композиції — «Автопортрет» (1950), «І. Мазепа. Фантазія» (1976), «Козака несуть» (1978), «Річмонд-парк», «Венеціанська лагуна» (обидва — 1980-ті), «А в тую святую та неділеньку рано» (1981), «Похорон Пантелеймона Куліша» (1981, 1984), «Гамалія» (1984), «Маруся Чурай» (1989);
- ікони — «Спаситель» (1976), «Матір Божа», «Богоматір з Ісусом», триптих «В'їзд до Єрусалиму», «Св. Павло» (усі — 1978), «Борис і Гліб» (1979), «Св. Юрій», «Пантократор» (обидві — 1982), «Хрещення України», «Ісус Христос» (обидві — 1986), «Феодосій Печерський» (1988).

## Вшанування пам'яті
2003 року видано книгу спогадів «Memorabilia».
2010 року в Кременецькому гуманітарно-педагогічному інституті відкрито кімнату-музей художника, де зберігаються твори, які подарувала його донька Світлана.

## Зауваги
1. ↑  до 2007 року вважалося, що в
м. Кременці